# Yeti (album)
Pour les articles homonymes, voir Yéti (homonymie).
Albums de Amon Düül II
Phallus Dei
(1969) Tanz der Lemminge
(1971)
Yeti, paru fin 1970, est le deuxième album du groupe allemand Amon Düül II.

## L'album
Yeti est à l'origine un double album. Le deuxième disque comprenait les trois derniers titres qui sont des improvisations. Le morceau Yeti, un instrumental, prenait une face à lui seul. Tous les titres sont des compositions du groupe, à l'exception de Cerberus qui reprend, au début du morceau, un air traditionnel tzigane.
La moitié des titres sont des instrumentaux. Dernier album avec Dave Anderson qui rejoindra ensuite Hawkwind. La pochette de l'album, elle, représente une carte de tarot, celle de la mort: On y voit un homme en robe noire tenir une faux. À l'origine, c'est un ingénieur du son du groupe qui avait été pris en photo, mais à la suite de sa mort due à une overdose, Amon Düül II a décidé de lui rendre un hommage post-mortem en le mettant en couverture de l'album.

## Les musiciens
- Renate Knaup : voix, tambourin
- Christian "Shrat" Thierfeld : voix, percussions
- Chris Karrer : guitare, violon, voix
- John Weinzierl : guitare, voix
- Dave Anderson : basse
- Peter Leopold : batterie
- Falk Rogner : claviers

## Les titres
1. Soap Shop Rock - 13 min 48 s
  1. Burning Sister – 3 min 45 s
  2. Halluzination Guillotine – 3 min 10 s
  3. Gulp a Sonata – 46 s
  4. Flesh-Coloured Anti-Aircraft Alarm – 6 min 04 s
2. She Came Through the Chimney - 3 min 56 s
3. Archangels Thunderbird - 3 min 33 s
4. Cerberus - 4 min 21 s
5. The Return of Ruebezahl – 9 min 39 s
  1. The Return Of Ruebezahl - 1 min 41 s
  2. Eye-Shaking King - 5 min 41 s
  3. Pale Gallery - 2 min 17 s
6. Yeti - 18 min 12 s
7. Yeti Talks to Yogi - 6 min 18 s
8. Sandoz in the Rain - 9 min 00 s

Le vinyle indiquait que les titres 8 à 10 formaient la suite "The Return Of Ruebezahl", les morceaux étant pourtant en trois pistes séparées.

## Informations sur le contenu de l'album
- Archangels Thunderbird est également sorti en single.
- Yeti, Yeti Talks to Yogi et Sandoz in the Rain sont des improvisations.